# Щільність твердої фази ґрунту
Щі́льність твердо́ї фа́зи ґру́нту — інтегрована щільність усіх компонентів твердої фази ґрунту (уламки гірських порід, новоутворені мінерали, органічні частки) або маса одиниці об'єму ґрунту без пор.
Щільність твердої фази є одним із найстабільніших параметрів ґрунту. Порівняно з іншими фізичними показниками, її значення коливаються у вузьких межах і не підлягають значній динаміці. Щільність твердої фази залежить від хімічних і мінералогічних властивостей ґрунту та вмісту гумусу.
Верхні горизонти ґрунту мають меншу щільність, ніж нижні, тому що щільність гумусу становить 1,4…1,8, а щільність мінеральних компонентів — 2,3…3,3 г/см³. Найвищою щільністю твердої фази володіють ілювіальні та солонцеві, найнижчою — торфові та тучні (сильногумусовані) горизонти. Для більшості ґрунтів щільність твердої фази становить 2,40-2,65 г/см³, а для торф'яних — 1,4…1,8 г/см³.
Відносна щільність твердої фази ґрунту — відношення маси ґрунту до маси рівного об'єму води, взятої при температурі +4°С.
Величина відносної щільності ґрунтів залежить від щільності частинок мінералів, що входять до ґрунту, та їх співвідношення, а також від кількості органічної речовини. Зазвичай щільність мінеральних горизонтів ґрунтів коливається в межах 2,4…2,8, а органогенних — від 1,4 до 1,8 (торф). Щільність верхніх гумусованих горизонтів ґрунтів в середньому дорівнює 2,5…2,6, нижніх — 2,6…2,7.